# 龍華教
龍華教為中國民間宗教的流派之一，又稱為龍華齋教、老官齋教，部份教徒自稱在家佛教，在台灣日治時期，為了管理方便，日本政府將龍華教、先天道、金幢教一同列入齋教管理，故後世台灣學者也有稱成為齋教龍華派。龍華教教徒和佛教一樣同守三皈五戒，吃長齋，但可嫁娶，起源於明朝羅教，又多混合佛教禪宗、淨土宗、儒教、道教甚至是摩尼教等信仰，之後在清朝乾隆年間傳入台灣，現雖式微，但在台灣宗教之中仍有一定的影響力。

## 歷史
龍華教是由羅清、應繼南、姚文宇三祖逐漸建立，但從歷史的考證來說，龍華教並不是由羅清直接創立，是由二祖應繼南在整理羅清的思想後，再加上儒教、道教的教義所整合，而三祖姚文宇並未在教義上有所變動，而是將其制度化及儀式化，並鼓勵齋友興建齋堂以傳教。

## 源流
根據龍華教本身的記載，龍華教本身的法派來源於「先天初祖」，之後其法脈傳至伏羲、老龍吉、神農、廣成子、黃帝、許由、唐堯、巢父、虞舜至燃燈佛，再六傳到釋迦牟尼佛，佛陀傳法給摩訶迦葉尊者，二十八傳而至達摩，達摩傳至禪宗六祖惠能，惠能傳予南岳懷讓，至二十五祖為李頭陀，法脈改傳俗家，即為羅教初祖無為老祖羅清。

## 註解
1. ↑  .   [2013-01-22]. （原始内容存档于2020-08-04）.
2. ↑  [林美容。2008。台灣的齋堂與巖仔-民間佛教的視角。初版，台灣齋堂的發展源流與現況，台灣地區的齋堂。台北：台灣書局。]
3. ↑  [林美容。2008。台灣的齋堂與巖仔-民間佛教的視角。初版，朝天堂龍華派之法脈源流，在家佛教-台灣彰化朝天堂所傳的龍華派齋教。台北：台灣書局。]

## 外部連結
- 龍華派國姓天龍堂官網 （页面存档备份，存于）
- 龍華派萬華保安堂官網 （页面存档备份，存于）
- 台灣齋堂建築－龍華教派 （页面存档备份，存于）